# میتسوبیشی فریکا
میتسوبیشی فریکا (Mitsubishi Freeca) خودرویی است که از سال ۱۹۹۷ تا کنون در تایوان (جزیره)، جاکارتا، اندونزی، ریزال، فیلیپین، فوژو، تمدن چین، کیپ‌تاون و آفریقای جنوبی تولید شده‌است.
این خودرو در کلاس کامپکت ام‌پی‌وی قرار گرفته و است. سیستم جعبه‌دندهٔ آن ۴ دنده به دو صورت خودکار و دستی است.